# Brachyiulus klisurensis
Brachyiulus klisurensis är en mångfotingart som beskrevs av Karl Wilhelm Verhoeff 1903. Brachyiulus klisurensis ingår i släktet Brachyiulus och familjen kejsardubbelfotingar. Inga underarter finns listade i Catalogue of Life.